# Creoler
Creoler er en meget brugt og populær[kilde mangler] ørering, som har form som en cirkel eller halvcirkel.
| Smykker | Spire Denne artikel om smykker er en spire som bør udbygges. Du er velkommen til at hjælpe Wikipedia ved at udvide den. |